# San Marcos, California
San Marcos, California là một thành phố tại ngoại ô ở phía bắc quận San Diego, tiểu bang California, Hoa Kỳ. Dân số theo điều tra năm 2010 là 83.781 người, diện tích là km2. Bên ngoài khu vực San Diego, thành phố nổi tiếng với các Đại học Tiểu bang California, San Marcos. Thành phố được bao bọc bởi Escondido phía đông, Encinitas phía tây nam, Carlsbad về phía tây, và Vista về phía tây bắc.